# Pot Luck with Elvis
| Recensione                   | Giudizio |
| ---------------------------- | -------- |
| AllMusic                     | [ 1 ]    |
| MusicHound                   | [ 2 ]    |
| Rough Guides (ristampa 1999) | [ 3 ]    |

Pot Luck with Elvis, conosciuto anche semplicemente come Pot Luck, è l'undicesimo album in studio di Elvis Presley, pubblicato nel 1963 negli Stati Uniti.

## Descrizione
Le sedute di registrazione per l'album ebbero luogo il 22 marzo 1961, nello studio Radio Recorders di Hollywood, il 25 giugno, il 15 ottobre 1961, e il 18 e 19 marzo 1962 nello studio B della RCA a Nashville, Tennessee.
Come i suoi predecessori nel 1960 e 1961 Elvis Is Back! e Something for Everybody, Pot Luck riscosse un buon successo, anche se tutti e tre i dischi vennero surclassati nelle vendite dagli album delle colonne sonore dei film G.I. Blues e Blue Hawaii, un trend che sarebbe continuato per gran parte del decennio sessanta. Le colonne sonore partivano con il vantaggio della pubblicità ricevuta dal film da cui erano tratte. Come risultato, Presley si concentrò maggiormente sulla sua carriera cinematografica, non registrando più un vero e proprio "album in studio" che non fosse una colonna sonora o un album di canzoni gospel fino all'incisione di From Elvis in Memphis sette anni dopo.
Il 13 luglio 1999, la riedizione in formato Compact Disc, vede alterata la scaletta originaria dei brani e l'aggiunta di diverse tracce bonus.

## Accoglienza
Il disco raggiunse la quarta posizione nella classifica di Billboard Top Pop Albums negli Stati Uniti e il primo posto nella classifica dei dischi più venduti in Gran Bretagna.
La versione stereofonica di questo 33 giri arrivò fino all’ottavo gradino della classifica dei dischi stereo americani stilata da Billboard e vi restò per un totale di 17 settimane.

## Tracce

### Lato 1
1. Kiss Me Quick (Doc Pomus e Mort Shuman) - 2:46
2. Just for Old Time Sake (Roy C. Bennett e Sid Tepper) - 2:08
3. Gonna Get Back Home Somehow (Doc Pomus e Mort Shuman) - 2:27
4. (Such An) Easy Question (Otis Blackwell e Winfield Scott) - 2:18
5. Steppin' Out of Line (Fred Wise, Ben Weisman, Dolores Fuller) - 1:54
6. I'm Yours (Hal Blair e Don Robertson) - 2:21

### Lato 2
1. Something Blue (Paul Evans e Al Byron) - 2:57
2. Suspicion (Doc Pomus e Mort Shuman) - 2:34
3. I Feel That I've Known You Forever (Doc Pomus e Alan Jeffreys) - 1:39
4. Night Rider (Doc Pomus e Mort Shuman) - 2:08
5. Fountain of Love (Bill Giant e Jeff Lewis) - 2:12
6. That's Someone You Never Forget (Elvis Presley e Red West) - 2:47

### Ristampa del 1999
1. Kiss Me Quick (Doc Pomus e Mort Shuman) - 2:46
2. Just for Old Time Sake (Roy C. Bennett e Sid Tepper) - 2:08
3. Gonna Get Back Home Somehow (Doc Pomus e Mort Shuman) - 2:27
4. I Met Her Today (Hal Blair e Don Robertson) - 2:42
5. (Such An) Easy Question (Otis Blackwell e Winfield Scott) - 2:18
6. She's Not You (Doc Pomus, Jerry Leiber e Mike Stoller) - 2:08
7. I'm Yours (Hal Blair e Don Robertson) - 2:21
8. You'll Be Gone (Elvis Presley, Red West, Charlie Hodge) - 2:23
9. Something Blue (Paul Evans e Al Byron) - 2:57
10. Suspicion (Doc Pomus e Mort Shuman) - 2:34
11. I Feel That I've Known You Forever (Doc Pomus e Alan Jeffreys) - 1:39
12. Night Rider (Doc Pomus e Mort Shuman) - 2:08
13. For the Millionth and Last Time (Roy C. Bennett e Sid Tepper) - 2:05
14. Just Tell Her Jim Said Hello (Jerry Leiber e Mike Stoller) - 1:51
15. Fountain of Love (Bill Giant e Jeff Lewis) - 2:12
16. That's Someone You Never Forget (Elvis Presley e Red West) - 2:47
17. Steppin' Out of Line (Fred Wise, Ben Weisman, Dolores Fuller) - 1:54

## Formazione
- Elvis Presley – voce, chitarra
- Scotty Moore – chitarra
- Hank Garland - chitarra
- Tiny Timbrell - chitarra
- Harold Bradley - chitarra
- Grady Martin - chitarra
- Floyd Cramer - pianoforte, organo
- Dudley Brooks - pianoforte
- Gordon Stoker - pianoforte
- Bob Moore - basso
- D. J. Fontana - batteria
- Buddy Harman – batteria
- Millie Kirkham - cori
- The Jordanaires - cori
- Boots Randolph - sassofono